# Чапаєвська сільська рада (Совєтський район)
Чапа́євська сільська́ ра́да — адміністративно-територіальна одиниця та орган місцевого самоврядування в Совєтському районі Автономної Республіки Крим. Адміністративний центр — село Чапаєвка.

## Загальні відомості
- Населення ради: 3 306 осіб (станом на 2001 рік)

## Населені пункти
Сільській раді підпорядковані населені пункти:
- с. Чапаєвка
- с. Коломенське
- с. Миколаївка
- с. Новий Мир
- с. Новоселівка
- с. Хлібне

## Склад ради
Рада складається з 20 депутатів та голови.
- Голова ради: Алфімов Євген Анатолійович
- Секретар ради: Халілова Ірина Вікторівна

### Керівний склад попередніх скликань
| Прізвище, ім'я, по батькові | Основні відомості                                                                                  | Дата обрання | Дата звільнення |
| --------------------------- | -------------------------------------------------------------------------------------------------- | ------------ | --------------- |
| Ричков Олександр Вікторович | Сільський голова, 1960 року народження, освіта вища, безпартійний                                  | 26.03.2006   | 31.10.2010      |
| Ричков Олександр Вікторович | Сільський голова, 1960 року народження, освіта вища, член Всеукраїнського об'єднання «Батьківщина» | 31.10.2010   | 12.10.2012      |
| Алфімов Євген Анатолійович  | Сільський голова, 1958 року народження, освіта вища, член Партії регіонів                          | 02.06.2013   |                 |

Примітка: таблиця складена за даними сайту Верховної Ради України

### Депутати
За результатами місцевих виборів 2010 року депутатами ради стали:

#### За суб'єктами висування
| Суб'єкт висування | Кількість обраних депутатів | %  |
| ----------------- | --------------------------- | -- |
| Партія регіонів   | 12                          | 60 |
| Самовисування     | 8                           | 40 |

#### За округами
| № округу        | Прізвище, ім'я, по батькові        | Дата визнання обраним | Освіта             | Партійна приналежність | Відомості про обраного депутата                                                    |
| --------------- | ---------------------------------- | --------------------- | ------------------ | ---------------------- | ---------------------------------------------------------------------------------- |
| Партія регіонів |                                    |                       |                    |                        |                                                                                    |
| 1               | Кушнарьов Сергій Анатолійович      | 03.11.2010            | вища               | член Партії регіонів   | Чапаєвська загальноосвітня школа, вчитель                                          |
| 2               | Довгаль Олег Миколайович           | 03.11.2010            | вища               | член Партії регіонів   | КРПТНЗ «ЧПТАУ», майстер виробничого навчання по індивідуальному водінню автомобіля |
| 3               | Семенихіна Лариса Дмитрівна        | 03.11.2010            | вища               | член Партії регіонів   | Чапаєвська загальноосвітня школа, секретар                                         |
| 4               | Мрига Лідія Василівна              | 03.11.2010            | середня спеціальна | член Партії регіонів   | Чапаєвський будинку культури, художній керівник                                    |
| 6               | Думківіч Ольга Анатоліївна         | 03.11.2010            | вища               | член Партії регіонів   | Чапаєвська загальноосвітня школа, бібліотекар                                      |
| 7               | Ониськів Володимир Миколайович     | 03.11.2010            | вища               | член Партії регіонів   | КРПТНЗ «ЧПТАУ», майстер виробничого навчання по індивідуальному водінню автомобіля |
| 10              | Росил Галина Іллівна               | 03.11.2010            | середня спеціальна | член Партії регіонів   | Новомирівський фельдшерсько-акушерський пункт, фельдшер                            |
| 11              | Грохольська Катерина Володимирівна | 03.11.2010            | вища               | член Партії регіонів   | Новомирівський сільський клуб, завідувач                                           |
| 16              | Осадчий Сергій Миколайович         | 03.11.2010            | середня спеціальна | член Партії регіонів   | в/ч А4519 смт. Совєтський, військовий                                              |
| 17              | Кавалер Лариса Миколаївна          | 04.11.2010            | середня спеціальна | член Партії регіонів   | тимчасово не працює                                                                |
| 18              | Осадчев Олексій Васильович         | 03.11.2010            | середня            | член Партії регіонів   | тимчасово не працює                                                                |
| 20              | Павлова Людмила Миколаївна         | 14.11.2010            | середня спеціальна | член Партії регіонів   | тимчасово не працює                                                                |
| Самовисування   |                                    |                       |                    |                        |                                                                                    |
| 5               | Гулякін Михайло Іванович           | 03.11.2010            | вища               | позапартійний          | пенсіонер                                                                          |
| 8               | Асанов Асан Абібуллаєвич           | 03.11.2010            | середня            | позапартійний          | приватний підприємець                                                              |
| 9               | Асанова Айше Муслумівна            | 03.11.2010            | середня            | позапартійна           | тимчасово не працює                                                                |
| 12              | Левковський Олександр Анатолійович | 03.11.2010            | середня спеціальна | позапартійний          | водного господарства, працівник                                                    |
| 13              | Косой Олександр Олександрович      | 03.11.2010            | середня            | позапартійний          | приватний підприємець                                                              |
| 14              | Кучинєва Олена Василівна           | 03.11.2010            | середня            | позапартійна           | приватний підприємець                                                              |
| 15              | Халілова Ірина Вікторівна          | 14.11.2010            | вища               | позапартійна           | Чапаєвська сільська рада, секретар                                                 |
| 19              | Ахмєдов Мустофа Зєкірович          | 03.11.2010            | середня            | позапартійний          | тимчасово не працює                                                                |